# Eragrostis perennans
Eragrostis perennans är en gräsart som beskrevs av Yi Li Keng. Eragrostis perennans ingår i släktet kärleksgrässläktet, och familjen gräs. Inga underarter finns listade i Catalogue of Life.